# Stazione di Piszkéstető
| 181136 Losonczrita | 25 agosto 2005 |

La stazione di Piszkéstető è un osservatorio astronomico ungherese situato sulla cima dell'omonimo picco nella catena dei monti Mátra, al confine tra le provincie di Heves e di Nógrád, alle coordinate 47°55′05.06″N 19°53′39.48″E a 944 m s.l.m. gestito dall'Accademia ungherese delle scienze. Il suo codice MPC  è  "461 University of Szeged, Piszkesteto Stn. (Konkoly)".
La stazione, edificata a partire dal 1958 come stazione satellite dell'osservatorio Konkoly di Budapest, è diventata operativa due anni dopo. La strumentazione è andata arricchendosi negli anni. Lo strumento più antico è uno Schmidt da 60/90/180 centimetri che è attivo dal 1962. Nel 1966 si è aggiunto un Cassegrain da 50 centimetri. Infine vi sono due Ritchey–Chrétien uno da 1 metro operativo dal  1974 e uno da 40 centimetri dal 2010. Oggi, seppure condivisa nell'uso tra più istituti, la stazione opera principalmente per l'Università di Seghedino.
La stazione è accreditata dal Minor Planet Center per la scoperta di diciotto asteroidi effettuate tra il 2003 e il 2010.